# Hans-Hermann Rebel
Hans-Hermann Rebel (* 16. März 1889 in München; † 14. Juni 1967 in Tübingen) war ein deutscher Zahnarzt und Hochschullehrer.

## Leben und Wirken
Nach Besuch des humanistischen Gymnasiums in München studierte er von 1910 bis 1914 in München Zahnmedizin und erhielt am 15. Juni 1914 die Approbation als Zahnarzt. Danach war er bis 1921 als 1. Assistent der konservierenden Abteilung des zahnärztlichen Instituts der Universität München unter Otto Walkhoff tätig. Am 16. Dezember 1920 promovierte er in Erlangen als einer der ersten zu dem – unter seiner Mitwirkung – neu geschaffenen Dr. med. dent. mit einer Arbeit über das Auftreten eines echten Blastoms in der Pulpa. Am 1. März 1921 übernahm er die Leitung der konservierenden Abteilung des zahnärztlichen Universitätsinstituts in Göttingen und habilitierte sich dort 1922 mit einer Arbeit über die Ausheilung der freigelegten Pulpa. Er wurde am 1. Oktober 1924 zum stellvertretenden Direktor ernannt, im Dezember auf den Lehrstuhl für Zahnheilkunde berufen und im April 1925 definitiv zum Direktor des zahnärztlichen Instituts ernannt. Auch standespolitisch war er aktiv. Von 1919 bis 1921 war er erster Vorsitzender des Vereins bayrischer Zahnärzte in München. Er war einer der Hochschullehrer, die „von Anfang an die Bedeutung der Beseitigung des Dualismus für uns und die Entwicklung der deutschen Zahnheilkunde erkannt hatten...“ Von 1925 bis 1935 war er Schriftleiter der Deutschen Monatsschrift für Zahnheilkunde.
1933 trat er der Einheitsfront der Zahnärzte bei, um sich dem nationalsozialistischen „Führerprinzip“ zu verpflichten, einem fundamentalen Prinzip des Faschismus der Zwischenkriegszeit und seiner Führerparteien. Während seiner Zeit in Göttingen unterzeichnete Rebel im November 1933 das Bekenntnis der Professoren an den deutschen Universitäten und Hochschulen zu Adolf Hitler und dem nationalsozialistischen Staat. Nach dem Zusammenbruch bemühte er sich, die deutschen Dozenten der Zahnheilkunde wieder zu sammeln und schuf 1946 die Voraussetzungen zur Gründung einer neuen Dozentenvereinigung als deren erster Vorsitzender er dann gewählt wurde.
Im Jahr 1947 erhielt Rebel einen Ruf als Ordinarius an die Universität Frankfurt, den er ablehnte und stattdessen einem seit 1946 bestehenden Ruf an die Universität Tübingen folgte. Dort nahm er in einer kurzen Ansprache zur Dentistenfrage Stellung und führte unter anderem aus, dass es für die Behandlung zahnkranker Menschen das Ziel sein müsse, dass es in naher Zukunft nur noch Zahnärzte mit Hochschulausbildung gebe. So hat er das Inkrafttreten des Gesetzes über die Ausübung der Zahnheilkunde am 31. März 1952 lebhaft begrüßt.
Trotz der zeitbedingten Schwierigkeiten konnte er seiner Klinik schon kurz nach seiner Berufung eine Abteilung für Materialienkunde angliedern und den jungen Adolf Knappwost als Leiter dieser Abteilung gewinnen. Nachdem im Juli 1948 in Tübingen „Besuch aus Amerika“ wie schon in Berlin und Heidelberg über amerikanische Fluorforschungen aufgeklärt hatte, wurden mit Knappwost auch in Rebels Institut Untersuchungen zur Fluoridwirkung auf die Zähne zu einem Forschungsschwerpunkt. Verärgert über eine unglückliche Formulierung in einem Rundschreiben von Hans Joachim Schmidt legte er allerdings Wert auf die Feststellung, dass er nicht Mitglied der 1949 von Schmidt gegründeten Europäischen Arbeitsgemeinschaft für Fluorforschung sei. In die Aussage, die Arbeitsgemeinschaft sei „uns Tübingern unbekannt,“ fühlte sich Knappwost jedoch nicht eingeschlossen und war 1953 bei der Gründungsversammlung in Konstanz anwesend. 
Unter Rebels Leitung sollte das zahnärztliche Institut in Tübingen zu einem mittelgroßen Lehr- und Forschungsinstitut umgebaut werden und im Hinblick auf bestehende Verbindungen nach Frankreich und in die Schweiz eine Zusammenarbeit ermöglichen. In zwei aufeinanderfolgenden Jahren, 1949/50 und 1950/51, war Rebel Dekan der Medizinischen Fakultät. Im Jahr 1956 wurde er in der Sektion Stomatologie zum Mitglied der Deutschen Akademie der Naturforscher Leopoldina gewählt, und 1959 zum Ehrenmitglied der Vereinigung für wissenschaftliche Zahnheilkunde in Stuttgart ernannt.
Am 1. April 1958 emeritiert, ist er seinen wissenschaftlichen Arbeiten noch viele Jahre in ungebrochener körperlicher und geistiger Frische nachgegangen, schrieb für die Deutsche Zahnärztliche Zeitschrift Übersichten über das ärztliche periodische Schrifttum, sowie Buchbesprechungen und Referate. Dabei nutzte er Gelegenheiten, um auf seine reservierte Haltung gegenüber der Fluoridanwendung zur Kariesprophylaxe hinzuweisen: z. B. die „ungeklärte toxische Wertung der Fluoridierung“, die „geringe Sicherheitsspanne der Fluorverbindungen,“ aufgrund derer sie nicht in die „Verordnungen der Novelle zum Lebensmittelgesetz“ aufgenommen wurden, die seiner Ansicht nach „zu hoch gespielte Fluorzufuhr“ oder schlicht einen Hinweis, dass er überhaupt den Gedanken von Halfdan Eggers-Lurá sehr nahe stehe.
Rebel verstarb nach kurzer Krankheit am 14. Juni 1967.

## Publikationen (Auswahl)
- 1918 Umschriebene Nekrose des Alveolarfortsatzes, Deutsche Monatsschr. für Zahnheilk. Heft 6
- 1920 Lymphom der Pulpa, Deutsche Monatsschr. für Zahnheilk. Heft 11
- 1922 Welche Forderungen ergeben sich aus der neuen Richtung der amerikanischen Zahnheilkunde für uns? DZW Heft 50
- 1922 Allgemeinerkrankungen und Zähne, DZW Heft 33
- 1922 Haben unsere Aluminium-Phosphat-Füllungen (Silikatzemente) eine spezifisch-schädigende Wirkung auf die Pulpa? DMZ Heft 24
- 1924 Wurzelbehandlung und innere Therapie. DZW Nr. 5
- 1924 Arsenstudien. DMZ Heft 33
- 1926 Die deutsche Methode der Wurzelbehandlung und Wurzelfüllung. Vierteljahresschr. f. Zahnheilk. Nr. 1
- 1928 Komplikationen als Folge zahnärztlich-therapeutischer Eingriffe. ZM Nr. 9
- 1934 Dens in dente (mit Clemens Robmann). DZW Nr. 4
- 1938 Lehrbuch der konservierenden Zahnheilkunde. Band IV. J. F. Lehmann Verlag, München-Berlin
- 1938 Werkstofferforscher und Werkstoffverarbeiter. (Ist das heutige Amalgam wirklich so ungenügend?) DZW Nr. 29
- 1939 Gingivitis ulcerosa und Stomatitis ulcerosa. Dermatol. Wschr. Nr. 30
- 1946 Kaugummi und seine Bedeutung für das Gebiss. DMW Nr. 13–16
- 1948 Mundkrankheiten. Carl Hanser Verlag, München.
- 1948 Einführung in die Zahn- und Kieferheilkunde für Studierende der Medizin und Ärzte. Thieme, Stuttgart.
- 1958 Fünfzig Jahre Zahnheilkunde. (Zum 80. Geburtstag von Hermann Euler). ZM Nr. 13